# 634 a.C.

## Eventos
- Ciaxares derrota os assírios em batalha, e cerca Nínive.[1]
- Os citas, que já haviam expulsado os cimérios da Europa, invadem a Ásia, derrotam Ciaxares e invadem a Média.[1]
- O rei dos citas era Madois, filho de Ptototira, também chamado de Indatirso.[1]
- Os citas chegam até o Egito, e mantém o domínio da Ásia por vinte e oito anos.[1]
- Segundo Jerônimo, esta invasão ocorreu no ano anterior.[2]